# Toorama
A Toorama (oroszul То́рама, erza nyelven Йо́влат) szaranszki népzenei együttes, amely archaikus mordvin stílusban énekel, a moksa, az erza, a soksa és a karatáj népcsoportok dalait. Nevüket Tyustya mordvin fejedelem szarvból készült kürtjéről kapták.

## Története
Az együttest 1990-ben alapította Vlagyimir Romaskin (erza nevén Jovlany Olo) vezetésével négy folklórkutató, akik a mordvin nyelvekkel és néphagyományokkal foglalkoztak a Szovjetunióban. Eredetileg kilenc tagból álló férfikórus volt. Romaskin minden szám előtt részletes bevezetést tartott a közönségnek orosz és erza nyelven a mordvin néphagyományokról. Több év után a műsoruk hangszeres részekkel is gazdagodott. 
Az együttes mind helyileg, mind országosan népszerűvé vált; 1995-ben megkapták a Mordvin Köztársaság állami díját és 1994-ben az „Oroszország hangja” népzenei vetélkedő nagydíját. Felléptek finnugor rendezvényeken Finnországban és Észtországban, valamint észtországi, lettországi, lengyelországi, svédországi és brit népzenei fesztiválokon. Észtországban, ahol évente többször is fellépnek, rajongói klubjuk alakult.
2002-ben Vlagyimir Romaskin elhunyt, az együttes ugyan több évig kisebb intenzitással, de folytatta munkáját és megmaradt. Az együttes vezetését Vlagyimir Romaskin legkisebb fia, Andrej Romaskin vette át.

## Diszkográfia
- 1996 Toorama — Mordvin Songs MIPUCD 502, 1996. Hagyományos erza énekek; Finnországban adták ki.[2][3]
- 2000 Toorama — Taga Eriaza Shkai! Az észt Erza-Moksa Baráti Társaság kiadása.[2][3]
- 2001 MeNaiset & Toorama — Mastorava A finn MeNaiset női kórussal közösen, erza és finn nyelven.[2][3]
- 2002 Toorama — Godspeed Az együttes saját kiadása.[2]
- 2020 Шеньжа

## Fordítás
Ez a szócikk részben vagy egészben  a   Toorama című angol Wikipédia-szócikk ezen változatának fordításán alapul.  Az eredeti cikk szerkesztőit annak laptörténete sorolja fel. Ez a jelzés csupán a megfogalmazás eredetét és a szerzői jogokat jelzi, nem szolgál a cikkben szereplő információk forrásmegjelöléseként.